# Иван Кълбов
Иван Н. Кълбов е български революционер, одрински деец на Вътрешната македоно-одринска революционна организация.

## Биография
Иван Кълбов е роден в 1880 или 1882 година в село Дерекьой, Лозенградско, тогава в Османската империя. Взема дейно участие в националноосвободителните борби на българите в Македония и Одринско и влиза във ВМОРО. Участва в Илинденско-Преображенското въстание с четата на Иван Варналиев в Одринско и като подвойвода в четата на войводата Стоян Камилски. По време на въстанието е член на Главното ръководно боево тяло.
Бяга в Свободна България и се установява в София. Умира в 1947 година в София.